# Anaco (municipalité)
Pour les articles homonymes, voir Anaco.
Anaco est l'une des vingt-et-une municipalités de l'État d'Anzoátegui au Venezuela. Son chef-lieu est Anaco. En 2011, la population s'élève à 122 634 habitants.

## Géographie

### Subdivisions
La municipalité possède deux paroisses civiles et une parroquia capital, traduite ici par « capitale » (en italiques et suivie d'une astérisque) avec, chacune à sa tête, une capitale (entre parenthèses) :
- Buena Vista (Buena Vista) ;
- Capitale Anaco * (Anaco) ;
- San Joaquín (San Joaquín).